# Neue Berliner Scala

Fotobanner von Aufführungen der Neuen Berliner Scala

Die Neue Berliner Scala war ein freies Musiktheater und von 2004 bis 2016 im Coupé Theater am Hohenzollerndamm 177 im Berliner Ortsteil Charlottenburg ansässig.
Geschäftsführer, Inhaber und Produzent der Neuen Berliner Scala war Sebastiano Meli.
Musikalischer Leiter war seit 2009 der US-amerikanische Pianist Steven Desroches. Desroches fühlt sich musikalisch sowohl in der Klassik und im Jazz beheimatet, als auch in der Pop- und Rockmusik.
Das Musiktheater hatte ein großes Repertoire an unterschiedlichsten Themen und musikalischen Stilen.